# Кувијеров патуљасти кајман
Кувијеров патуљасти кајман (Paleosuchus palpebrosus) мали је крокодил из породице алигатора. Живи на северу и југу Јужне Америке. Распострењен је у Боливији, Бразилу, Колумбији, Еквадору, Француској Гвајани, Гвајани, Парагвају, Перуу, Суринаму и Венецуели. Живи у речним шумама, у поплаљвеним шумама и језерима. Креће се по сувом копну у потрази за барама и хладну воду подноси боље од осталих врста алигатора. Други заједнички називи за ову врсту су маски кајман, патуљасти кајман, Кувијеров кајман. Понекад се држи у заточеништву као кућни љубимац.
Кувијеров патуљасти кајман је први пут описан од стране француског зоолога Жоржа Кивјеа 1807. године и један је од само две врсте из рода Paleosuchus. Друга врста је P. trigonatus.

## Опис
Укупна дужина је 1,5—1,6 метара. Женке су мање од мужјака, понекад достигну величину од 1,2 метара. Глава је кратка, глатка, има високу лобању и уздигнут нос. Доња вилица је нешто дужа од горње. Кожа, као на леђима и стомаку, густо покривена са костима. Има кратке закривљене зубе.
Млади кајмани су браон боје са белим пругама. Одрасли су тамније боје, браон главе, вилица им је са белим пругама. Кувијеров патуљасти кајман је најмања врста од свих живих крокодила. Недостак његове величине је делимично компензован његовим јаким оклопом, који му пружа заштиту од предатора.

## Начин живота
Живи у речним шумама, у поплављеним шумама и језерима. Током дана се крије у јазбинама. Ноћу путује километрима у потрази за храном. Добро подноси ниске температуре воде.
Младунци патуљастог кајмана углавном се хране бескичмењанцима, али и малим рибама и жабама, док одрасли једу веће рибе, водоземце и бескичмењаке, као што су велики мекушци.
Женке гнездо изграђују од блата и вегетације, а полажу најчешће 10—25 јаја. Инкубација траје око 3 месеца.

## Однос са човеком
Кожа патуљастог Кајмана се не користи као сировина за индустрију, јер је јако груба. Популацији Кувијеровог патуљастог кајмана прети смањење због уништавања његовог станишта, а као резултат људских активности и загађења. У Гвајани је легализован лов на Кајмане као и њихова продаја, али нема разлога да се верује да је његова популација нагло опала. Популација је стабилна. Процењује се на 1 милион јединки.